# Юсім Світлана Рувимівна
Світлана Рувимівна Юсім (нар. 29 жовтня 1941, Волгоград) — українська художниця, представник абстрактного експресіонізму.

## Біографія
Світлана Юсім народилася 29 жовтня 1941 року у Сталінграді (нині Волгоград).
1963 — закінчила Одеське державне художнє училище ім. М. Грекова.
1971 — закінчила Ленінградський інститут живопису, скульптури та архітектури ім. І.Ю. Рєпіна за фахом архітектор (Викладач за фахом — Барутчев).
1971—1973 — архітектор «Воєнпроекту», Одеса.
1973—1993 — художниця-монументалістка Одеського художньо-виробничого комбінату Художнього фонду.
Із 1990 — член Національної спілки художників України.
1993—2003 — викладач живопису Одеського державного художнього училища ім. М. Грекова.

## Творчість
Розписи Світлани Юсім є в інтер'єрах Одеського археологічного музею, в інтер'єрах заводу «Квант» (м. Іллічівськ), міжшкільного виробничого комбінату (м. Одеса).

## Вибрані виставки
- II міжнародний бієнале станкових мистецтв «Impreza-93» (Івано-Франківськ)
- Виставка «Мистецтво України» в Іспанії (1995)
- Міжнародний арт-фестиваль (Київ, 1998)
- II міжнародний бієнале сучасної графіки (Новосибірськ, Росія, 2001)
- Виставка-конкурс "Львівський осінній салон «Високий замок» (Львів, 2000, 2001, 2002).

## Колекції

#### Музейні колекції:[1]
- Музей сучасного мистецтва Одеси (Одеса, Україна)
- Хмельницький музей українського сучасного мистецтва (Хмельницький, Україна)
- Художній музей Зіммерлі в університеті Рутгерса[en] (Нью-Джерсі, США)
- Новосибірський державний художній музей (Новосибірськ, Росія).

## Нагороди
- Почесна премія виставки «Видатні художники України-98» (Київ).